# آنيكي كران
آنيكي كران (بالألمانية: Annike Krahn)‏ (1 يوليو 1985)، هي لاعبة كرة قدم ألمانية معتزلة كانت تلعب في مركز قلب الدفاع لصالح نادي باير 04 ليفركوزن للسيدات، ومنتخب ألمانيا لكرة القدم للسيدات.

## المشوار

### النادي
بدأت آنيكي لعب كرة القدم في سن ال4، لعبت لصالح فاتنشايد 09 في مسريتها الشبابية قبل أن تنضم إلى نادي دويسبورغ للسيدات سنة 2004، وحققت معه وصيفة الدوري الألماني 5 مرات، والتتويج بكأس ألمانيا مرتين وكأس الاتحاد الأوروبي مرة في موسم 2008–09 .
أثناء تصفيات دوري أبطال أوروبا ضد نادي غلاسكو سيتي في أغسطس 2010، تعرضت آنيكا لإصافة في الرباط الصليبي الأمامي في رجلها اليسرى، وبسببها لم تلعب في موسم 2010–11 من الدوري الألماني. وفي الموسم المقبل غادرت نادي غويسبورغ بعد 8 سنوات من انضمامها إليه.
وقعت آنيكي عقدا لسنتين مع نادي باريس سان جيرمان للسيدات في 20 يوليو 2012. وقالت أنها تريد مغادرة النادي في نهاية موسم 2014–15. انضمت إلى نادي باير 04 ليفركوزن مع بداية موسم 2015–16. وفي 10 مايو 2017، قررت اعتزال اللعب مع نهاية موسم 2016–17.

### المنتخب
في 2004، حققت آنيكا مع منتخب ألمانيا تحت 19 سنة، وصيفة بطولة أوروبا تحت 19 سنة للسيدات 2004، وبعدها بسنة فازت معه بكأس العالم للسيدات تحت 19 سنة 2004. كان أول ظهور لها مع المنتخب العام في مباراة ودية ضد أستراليا في يناير 2005. وشاركت لأول مرة في كأس العالم للسيدات 2007، ولعبت مباراة في دور المجموعات ضد إنجلترا بعد أن جائت بديلة لساندرا ميننيرت بعد إصابتها. لم يتلقى المنتخب الألماني أي هدف في هذه البطولة بوجود المدافعات كرستين ستيجمان، أرياني هينغس وليندا بريسونيك بالإضافة إلى آنيكا.
بعدها بسنة فازت بالميدالية البرونزية في الألعاب الأولمبية الصيفية 2008. وفازت ببطولة أمم أوروبا للسيدات 2009 مع المنتخب الألماني للمرة السابعة. كما اختيرت كان ضمن تشكيلة المنتخب لكأس العالم لكرة القدم للسيدات 2011.
كانت ضمن تشكيلة المنتخب الألماني في الأولمبياد الصيفي 2016 حيث فازت ألمانيا بالذهبية.
اعتزلت آنيكي اللعب دوليا في 23 أغسطس 2016.

#### الأهداف الدولية
| #  | التاريخ        | المكان          | الخصم          | الهدف | النتيجة | المسابقة                             |
| -- | -------------- | --------------- | -------------- | ----- | ------- | ------------------------------------ |
| 1. | 22 سبتمبر 2007 | ووهان، الصين    | كوريا الشمالية | 3–0   | 3–0     | كأس العالم للسيدات 2007              |
| 2. | 1 نوفمبر 2007  | هولندا          | هولندا         | 1–0   | 1–0     | تصفيات بطولة أمم أوروبا للسيدات 2009 |
| 3. | 29 مايو 2008   | كاسل، ألمانيا   | ويلز           | 3–0   | 4–0     | تصفيات بطولة أمم أوروبا للسيدات 2009 |
| 4. | 27 أغسطس 2009  | تامبيري، فنلندا | فرنسا          | 2–0   | 5–1     | بطولة أمم أوروبا للسيدات 2009        |
| 5. | 26 أكتوبر 2013 | كوبر، سلوفينيا  | سلوفينيا       | 4–0   | 13–0    | تصفيات كأس العالم للسيدات 2015       |